# Bartholomaeus Anglicus

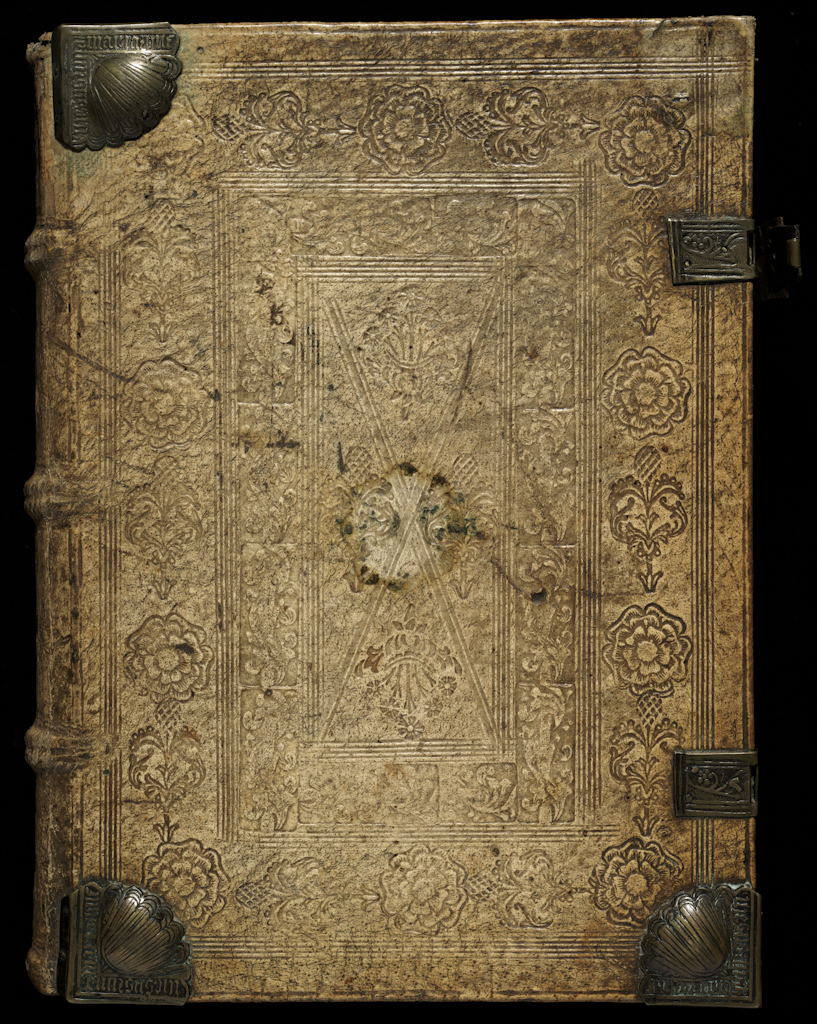
Buchdeckel von De proprietatibus rerum

Bartholomaeus Anglicus (auch: Bartholomäus der Engländer, Bartholomew of England, Bartholomew the Englishman; * um 1190 in Suffolk; † nach 1250) war ein aus England stammender franziskanischer Scholastiker und Autor von De proprietatibus rerum, einem Vorläufer der Enzyklopädie und einem der ersten Nachschlagewerke des Mittelalters, das auch die Pflanzenwelt berücksichtigt.
Er wurde früher mit dem im 14. Jahrhundert lebenden Franziskaner Bartholomaeus de Glanvilla verwechselt.

## Leben
Über Bartholomaeus’ Leben ist nicht viel bekannt. Um 1225 war er in den Franziskanerorden eingetreten. Wahrscheinlich studierte er in Paris. Um 1230 war er als baccalaureus biblicus in Paris in der Pariser Minoritenschule tätig. 1231 ging er als Lektor am Ordensstudium nach Magdeburg, wo er sein bibelexegetisches, enzyklopädische Werk De proprietatibus rerum etwa 1240 vollendete.

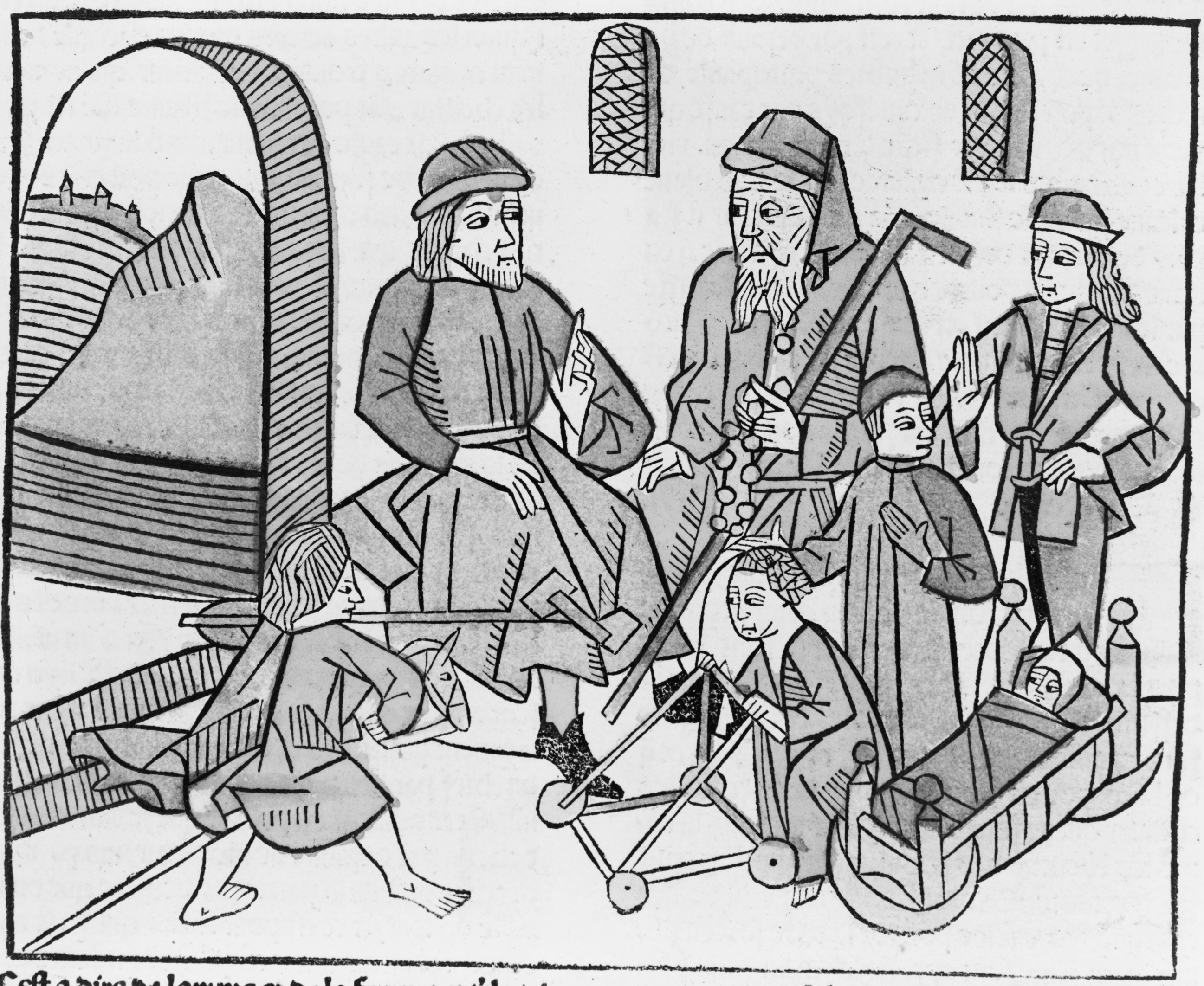
Die Stationen des Lebens aus De proprietatibus rerum

## Schriften, Werkausgaben und Übersetzungen
- De proprietatibus rerum („Über die Ordnung der Dinge“ bzw. „The Properties of Things“). Nach 1235.
- De proprietatibus rerum. Drucker der Flores Sancti Augustini (Jan Veldener), vielmehr Johann Schilling (Solidi) auf Kosten von William Caxton, Köln um 1471 (Digitalisat).
- De proprietatibus rerum. Johann Koelhoff d. Ä., Köln, 19. Januar 1483 (Digitalisat).
- De proprietatibus rerum. Anton Koberger, Nürnberg, 30. Mai 1483 (Digitalisat).
- Liber de proprietatibus rerum. Drucker des Jordanus (Georg Husner), Straßburg, 14. Februar 1485 (Digitalisat).
- Bartholomeus Engelsman: Dat boeck van den proprieteyten der dinghen. Jacob Bellaer, Haarlem 1485.
- Proprietates Rerum domini bartholomei anglici. Drucker des Lindelbach (= Heinrich Knoblochtzer), Heidelberg, 21. Mai 1488 (Digitalisat).
- Livre des propriétés des choses. 15. Jahrhundert (Pariser Nationalbibliothek Ms. franc. 134).
- Bartholomaei Anglici de genuinis rerum coelestium, terrestrium et inferarum proprietatibus libri XVIII. Wolfgang Richter, Frankfurt am Main 1601; Neudruck (mit verballhorntem Namen) Frankfurt am Main 1964.